# Federkammer

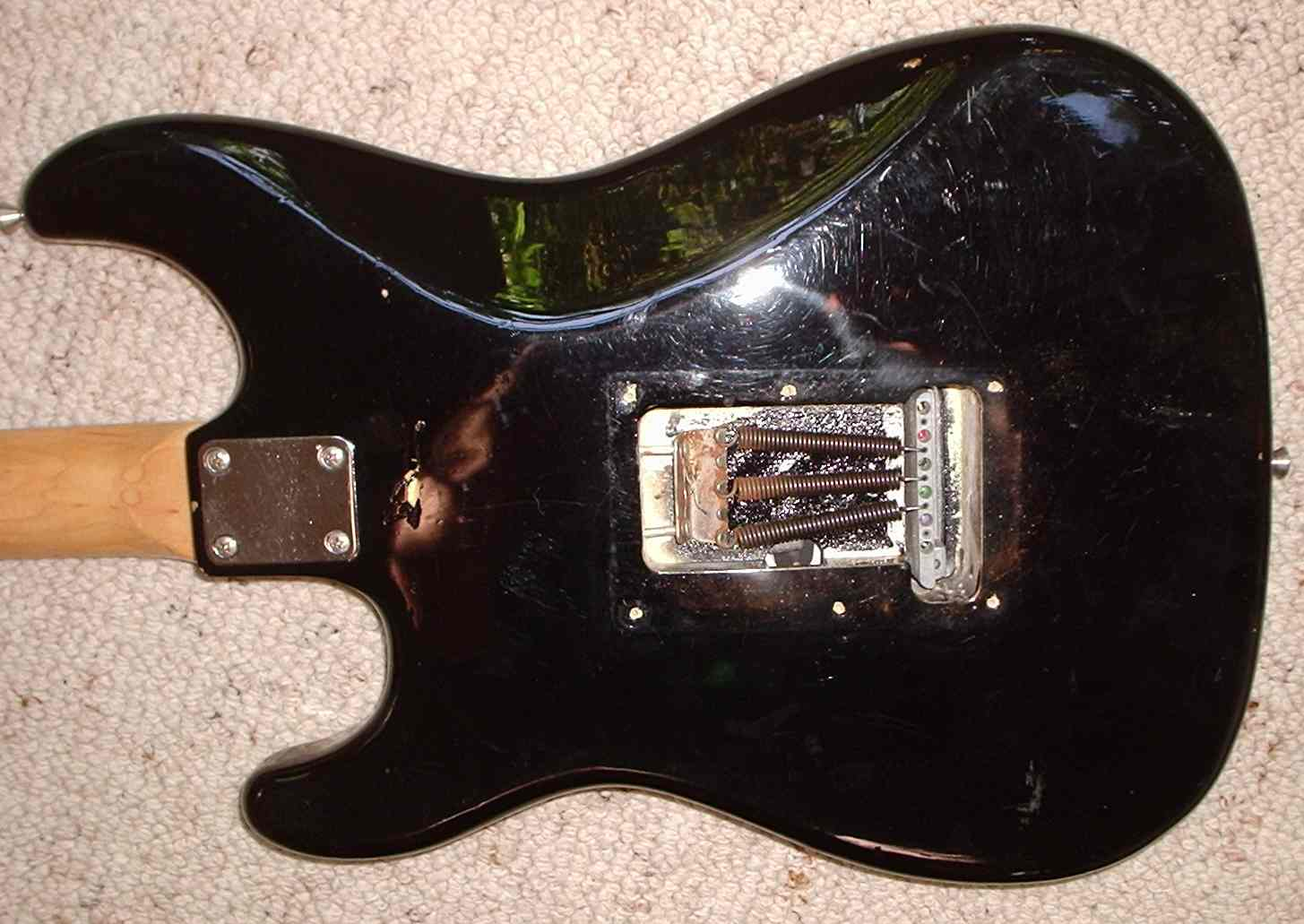
Die Rückseite einer E-Gitarre vom Typ Stratocaster mit offener Federkammer (Bildmitte)

Prinzip eines schwebend gelagerten Vibratosystems. Unten rechts in jeder der drei Grafiken die Federkammer, darin die hier durch eine blaue Linie dargestellten Schraubenfedern

Die Federkammer ist ein Bestandteil verschiedener Bauarten von Vibratosystemen bei E-Gitarren. Sie ist eine etwa postkartengroße und durchschnittlich etwa zwei Zentimeter tiefe Ausfräsung in der Rückseite von E-Gitarren mit massivem Korpus (englisch: Solidbody). Ihr Umriss in der Draufsicht ist aus zwei Rechtecken mit abgerundeten Ecken zusammengesetzt. Die Federkammer enthält mehrere (in der Regel zwei bis vier) Schraubenfedern (Zugfedern), deren eines Ende an einer Seitenwand der Kammer an einer metallenen Aufhängung (Federkralle) befestigt ist. Das andere Ende der Federn ist bei älteren Systemen am Vibratoblock aufgehängt, der in die Federkammer hineinragt. Die Zugkraft der Schraubenfedern wirkt gegen die Zugkraft der Gitarrensaiten und hält so den auf der Vorderseite (Instrumentendecke) der Gitarre montierten Vibratoblock in einer „schwebenden“ Position.
Das erste E-Gitarren-Modell, das mit dieser Form der Befestigung eines Vibratosystems ausgestattet war, ist die im Jahr 1954 vom US-amerikanischen Musikinstrumentenhersteller Fender vorgestellte Fender Stratocaster. Bei diesem Modell verlaufen auch die unteren Enden der Gitarrensaiten durch die Federkammer hindurch und sind am Vibratoblock befestigt. Eine bedeutende technische Weiterentwicklung des Systems erfolgte mit der Einführung von Floyd-Rose-Vibratosystemen, bei dem die Saiten nicht in den Korpus hineingeführt werden, sondern an einem mit Feinstimmern ausgestatteten Saitenhalter an der oben liegenden Grundplatte des Vibratosystems aufgehängt sind.
Die Federkammer wird meist von einer passenden Abdeckung aus Kunststoff geschützt, die auf die Rückseite der Gitarren aufgeschraubt wird.